# 米斯环形山
米斯环形山（Mees）是位于月球背面赤道区的一座大撞击坑，其名称取自英国科学家，图像处理专家肯尼斯·米斯(Kenneth Mees，1882年-1960年)，1970年被国际天文学联合会正式批准接受。

## 描述

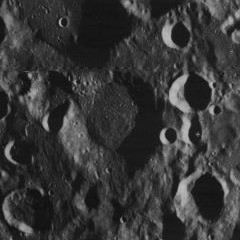
月球轨道器4号拍摄的图像

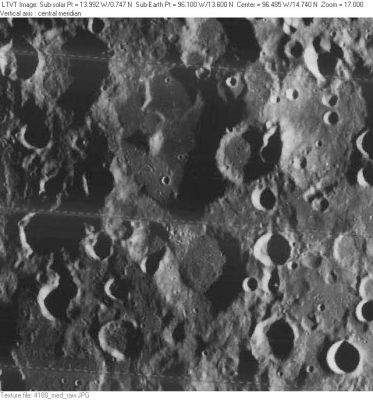
月球轨道器4号拍摄，米斯环形山位于图中下方，北侧毗邻卫星坑"米斯 Y"。

该陨坑坐落于环东方海盆地的巨大喷发物覆盖层北侧边缘，往南数百公里横亘着巍峨的科迪勒拉山脉。它的西北靠近诺贝尔环形山、北面毗邻贝尔环形山，爱因斯坦环形山位于它的东面，东南和西南稍远处分别坐落了松德曼陨石坑和埃尔维环形山。该陨坑中心月面坐标为13°34′N 96°11′W / 13.57°N 96.18°W，直径51.55公里，深度约2.37公里。
米斯环形山外观轮廓圆状，坑壁受侵蚀及磨损程度一般，西北侧坑壁上一道凹槽将它与一座相邻无名坑的底部连成一体。陨坑内侧壁较为坎坷粗糙，其中南侧壁较其它部分更宽坦。该环形山壁顶与坑底最大落差2570米，坑壁最大高出周边地形1140米，内部容积约2147公里3。坑底表面相对平坦，密布有许多细小的撞击坑穴，但没有其它醒目的地貌结构。

## 卫星陨石坑
按惯例，最靠近米斯环形山的卫星坑将在月图上以字母标注在它的中心点旁边.
| 米斯 | 纬度    | 经度    | 直径    |
| ---- | ------- | ------- | ------- |
| A    | 15.7° N | 95.2° W | 36 公里 |
| J    | 12.3° N | 94.7° W | 26 公里 |
| Y    | 15.7° N | 96.6° W | 85 公里 |

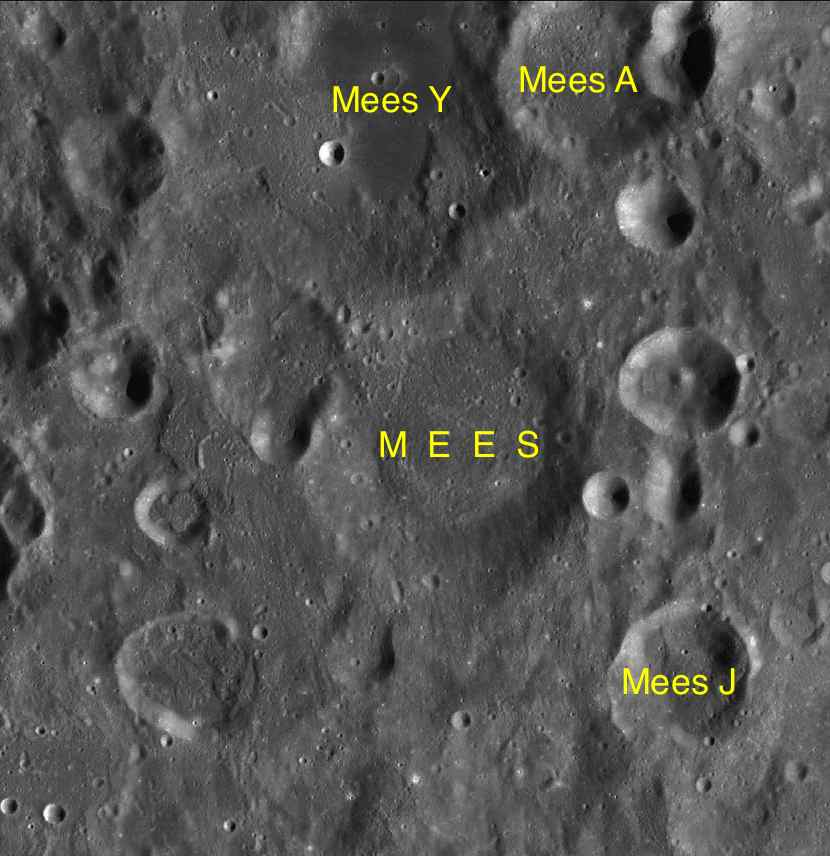
LAC-72 区域图

- 与米斯环形山北侧相接壤的卫星坑"米斯 Y"深约3500米，坑底偏西处矗立了一座高1700米的中央峰，坑底大部分区域已被幽暗的玄武岩熔岩淹没[4]。
- 卫星坑"米斯 Y"约形成于前酒海纪[3]。

## 参引资料
1. ↑   (PDF).   [2017-03-29]. （原始内容 (PDF)存档于2020-11-27）.
2. ↑  .   [2017-03-29]. （原始内容存档于2017-03-17）.
3. 1 2 3 4 5  Lunar Impact Crater Database
4. ↑  .   [2017-03-29]. （原始内容存档于2018-05-31）.

## 另请参阅
- Andersson, L. E.; Whitaker, E. A. . NASA RP-1097. 1982.
- Blue, Jennifer. . USGS. July 25, 2007  [2007-08-05]. （原始内容存档于2019-12-13）.
- Bussey, B.; Spudis, P. . New York: Cambridge University Press. 2004. ISBN 978-0-521-81528-4.
- Cocks, Elijah E.; Cocks, Josiah C. . Tudor Publishers. 1995. ISBN 978-0-936389-27-1.
- McDowell, Jonathan. . Jonathan's Space Report. July 15, 2007  [2007-10-24]. （原始内容存档于2019-06-21）.
- Menzel, D. H.; Minnaert, M.; Levin, B.; Dollfus, A.; Bell, B. . Space Science Reviews. 1971, 12 (2): 136–186. Bibcode:1971SSRv...12..136M. doi:10.1007/BF00171763.
- Moore, Patrick. . Sterling Publishing Co. 2001. ISBN 978-0-304-35469-6.
- Price, Fred W. . Cambridge University Press. 1988. ISBN 978-0-521-33500-3.
- Rükl, Antonín. . Kalmbach Books. 1990. ISBN 978-0-913135-17-4.
- Webb, Rev. T. W.  6th revised. Dover. 1962. ISBN 978-0-486-20917-3.
- Whitaker, Ewen A. . Cambridge University Press. 1999. ISBN 978-0-521-62248-6.
- Wlasuk, Peter T. . Springer. 2000. ISBN 978-1-85233-193-1.